# Kalifat (Fernsehserie)
Kalifat ist eine schwedische Fernsehserie, die 2020 auf dem öffentlich-rechtlichen Sender Sveriges Television ausgestrahlt wurde und im deutschsprachigen Raum auf Netflix abgerufen werden kann. Die Serie handelt von einer aus Schweden stammenden Frau mit wahrscheinlich türkischen (Nachname: Yilmaz) Wurzeln, die sich dem sogenannten „Islamischen Staat“ im syrischen Raqqa angeschlossen hat. Während sie die Flucht, mit ihrem Baby, von dort plant, radikalisieren sich andere Mädchen an einer Schule in Schweden. Eine Polizistin versucht währenddessen Anschlagspläne des IS in Schweden zu ermitteln. Die erste Staffel der Serie hat 8 Folgen, jeweils 46 Minuten lang.

## Handlung
Die Geschichte beginnt mit Pervin, einer jungen Muslimin aus Schweden, die mit ihrem Mann Husam, einem Mitglied des Islamischen Staats, und ihrer neugeborenen Tochter Latifa unter der Herrschaft des IS in Raqqa, Syrien, lebt. Desillusioniert vom Leben im IS-kontrollierten Raqqa möchte Pervin nach Schweden zurückkehren. Nachdem sie von ihrer Nachbarin und Freundin Tine (die aus Pervins Haus gezerrt wird, wo sie sich versteckt hatte, um einer Zwangsheirat nach dem Tod ihres Mannes zu entgehen) ein Mobiltelefon ergattern konnte, nimmt sie Kontakt zu Dolores auf, einer Aktivistin gegen Radikalisierung in Schweden. Dolores bringt Pervin mit Fatima in Kontakt, einer Agentin des schwedischen Sicherheitsdienstes. Fatima hat aufgrund eines früheren Zwischenfalls mit „Lorentz“ Konflikte mit der Führung. Fatima beginnt, mit Pervin zu telefonieren und versucht, ihr Informationen über einen geplanten Terroranschlag in Schweden zu entlocken, im Austausch für eine sichere Rückkehr von Pervin und ihrer Tochter nach Schweden.
Pervin erzählt Fatima von „Al Musafir“ oder dem Reisenden, der in Schweden ist und den Anschlag plant. Al Musafir ist Ibrahim „Ibbe“ Haddad, der als Lehrerassistent an einer Highschool arbeitet und gleichzeitig andere für den Terroranschlag rekrutiert. Er hat bereits erfolgreich zwei Brüder rekrutiert – Jacob, einen ehemaligen Häftling und Alkoholiker, und Emil, den jüngeren, sensiblen und geistig behinderten Bruder. Die beiden haben ein angespanntes Verhältnis zu ihrer Mutter, die Emil eindeutig bevorzugt und auf Jacob nicht nur wegen seiner Vergangenheit, sondern auch wegen seiner Konversion zum Islam herabsieht. Unter einer anderen Identität rekrutiert Ibbe auch Miryam, die in Bagdad aufgewachsen ist, und verspricht ihr die Heirat im Austausch für ihre Mitarbeit bei seinen Plänen.
Gleichzeitig versucht Ibbe, junge Mädchen an der Highschool zu radikalisieren, indem er ISIS-Rekrutierungsvideos und Propaganda verbreitet. Er rekrutiert erfolgreich Sulle (Suleika), eine palästinensische Aktivistin, und ihre Freundin Kerima, beide 15-jährige Mädchen, die anfangen, den Hijab zu tragen und Unterricht in der Einhaltung der Scharia-Gesetze zu nehmen. Den Mädchen werden Bilder von Palästen gezeigt und erzählt, dass sie, wenn sie ins islamische Kalifat zogen, ein luxuriöses Leben führen und Teil von etwas Besonderem sein könnten, indem sie dschihadistische Kämpfer heirateten. Sulles Eltern werden sich der Radikalisierung ihrer Tochter bewusst und versuchen, sie davon abzuhalten, indem sie drohen, sie mit einem Verwandten in Jordanien zu verheiraten. Sulle zieht ihre 13-jährige Schwester Lisha versehentlich in die islamistische extremistische Ideologie hinein, deren Auswirkungen erst später in der Serie vollständig klar werden. Zu Hause wird Kerima von ihrem alkoholkranken Vater körperlich misshandelt, der nach seinem Einsatz im Zweiten Tschetschenienkrieg an einer posttraumatischen Belastungsstörung leidet. Ibbe verfolgt sie und nimmt Kerima mit in sein Haus, um sie weiter zu indoktrinieren.
Fatima verrät ihren Vorgesetzten ihre Quelle (Pervin) nicht, verrät aber vage Details über einen Terroranschlag. Ihre Vorgesetzten fordern sie auf, die Ermittlungen einzustellen, und lassen sie wegen Cannabiskonsums suspendieren. Sie bleibt mit ihrem Freund Calle in Kontakt, der ebenfalls beim Sicherheitsdienst ist, und tauscht weiterhin Informationen mit ihm aus. Sie entlockt Pervin weiterhin Informationen und versucht, Einzelheiten der Verschwörung zusammenzusetzen. Sie kommt Jacob und Emil auf die Spur, als sie Informationen von Pervin über einen verlassenen Schießstand untersucht. Jacob bekommt ihr Nummernschild und spürt es auf.
Dolores und Ibbe sind bei einem Treffen gegen Radikalisierung, als Ibbe hinausgeht, um mit Jacob zu sprechen. Der Moderator zeigt ein ISIS-Video und zeigt auf ein Tattoo auf dem Unterarm eines der Terroristen. Später, als sie in einem Café ist, sieht Dolores das Tattoo auf Ibbes Arm. Nachdem Ibbe sie abgesetzt hat, ruft sie Fatima an, um ihr zu sagen, dass sie wichtige Informationen hat, die sie bittet, sie in Fatimas Wohnung zu treffen. Als Dolores dorthin geht, wird sie von einem Angreifer niedergestochen und stirbt. Als Fatima ankommt, wurde eine Warnung ausgegeben, sie einzusperren, und sie plant zu fliehen. Sie geht zu Dolores’ Haus, um Bargeld und Vorräte zu holen, aber auch zwei Polizisten kommen herein. Sie sperrt sie mit vorgehaltener Waffe in ein Schlafzimmer, bevor sie flieht und zum Ziel einer Fahndung wird. Sie findet Unterschlupf im Haus des Kollegen ihres Vaters.
Pervin gerät in den Mittelpunkt der Aufmerksamkeit von Ahmed, einem von Husams Kollegen. Er kommt eines Nachts in ihr Haus und erwischt sie im Gespräch mit Fatima. Er vergewaltigt sie und ist kurz davor, sie zu töten, als sie ihn ersticht. Sie wirft seine Leiche in den Brunnen ihrer Nachbarn. Husam steht unter dem Einfluss von Schlafmitteln und kommt zufällig in die Küche und sieht das Blut auf dem Boden, aber Pervin überzeugt ihn, dass er träumt. Er vergisst das nie ganz und ist überzeugt, dass er Ahmed getötet hat, bis Pervin ihm schließlich die Wahrheit sagt.
Fatima bittet um Hilfe, um Pervin zu befreien, und es wird ein Plan geschmiedet, sie aus Raqqa zu entfernen. Inzwischen haben Sulle und Kerima Flugtickets für die Reise in die Türkei und werden von Ibbe und der Frau, die ihnen den Islam beigebracht hat, abgeholt. In letzter Minute steigt Sulles jüngere Schwester Lisha ins Auto und sie fahren zum Flughafen. Sulle hat ihre Eltern angelogen, weil sie zu einem Basketballspiel gegangen sei. Ihr Vater Suleiman, der seine Verachtung der Religion zum Ausdruck bringt, beendet frühzeitig seine Arbeit und beschließt, sich ihr Spiel anzusehen, sieht aber, dass das Stadion leer ist. Er ruft Calle an, der Alarm bei den Behörden in Deutschland und der Türkei auslöst. Sie glauben, die Mädchen auf ihrem Weg nach Istanbul verfolgt zu haben, stellen jedoch fest, dass ihre Pässe vertauscht wurden und die Mädchen sich in Wirklichkeit in Ankara befinden. Sie beschließen, das Transportfahrzeug an der türkisch-syrischen Grenze abzufangen. Es gelingt ihnen, alle außer Lisha zu retten, die auf dem Weg nach Syrien ist.
Calle überzeugt Fatima, Pervin um Hilfe zu bitten, um Lisha zu retten. Pervin und ihre Tochter haben ihr Transportfahrzeug erreicht, als Fatima sie überzeugt, nach Hause zurückzukehren und Lisha zu retten. Im Gegenzug würde Fatima persönlich nach Syrien kommen, um sie alle zu retten. Pervin überzeugt Husam, Lisha als seine zweite Frau zu nehmen.
Bevor Jacob aufbricht, um den Angriff auszuführen, ersticht er seine Mutter in ihrer Küche. Fatima verfolgt Jacob und Emil, verliert jedoch ihre Spur, nachdem sie im Haus ihrer Mutter die Autos tauschen. Fatima erfährt von den drei Terrorzielen Minuten bevor die Polizei ihren Standort aufspürt und wird in Gewahrsam genommen, bevor sie irgendwelche Informationen weitergeben kann. Als Gegenleistung für die Informationen verspricht sie, Husam zusammen mit Pervin und Lisha zu befreien. Alle drei Terroranschläge werden trotzdem vom Sicherheitsdienst vereitelt, der, wie sich herausstellt, die ganze Zeit über davon wusste. Sie ließen Fatima im Dunkeln, weil sie ihr nicht trauten. Als Gegenleistung für ihr Schweigen wird sie aus dem Gefängnis entlassen. Ibbe zündet eine Bombe in einer Garage und entkommt knapp, indem er sich als Frau verkleidet.
Fatima reist nach Syrien, um Pervin, Lisha und Husam zu retten. Minuten bevor sie ankommt, kommt Husams Kollege Omar an, um Husam zu einem Selbstmordanschlag mitzunehmen. Husam versucht, Zeit zu gewinnen, aber Lisha, die völlig radikalisiert ist (noch radikaler als ihre Schwester) und nicht nach Schweden zurückkehren will, verrät Omar ihren Fluchtplan. Omar schießt Pervin in den Rücken und ist gerade dabei, Husam zu erschießen, als Fatima ankommt und ihn erschießt. Sie gehen schnell zum Auto, während die verrückte Lisha sich weigert, mitzukommen, also lassen sie sie zurück. Sie schaffen es aus Raqqa heraus, aber Pervin stirbt kurz nach dem Grenzposten. Eine am Boden zerstörte Fatima hilft dem ebenso verzweifelten Husam, seine Tochter zu tragen, und sie schaffen es zurück nach Schweden.
Sulle und Kerima werden vom Sicherheitsdienst verhört. Eine reumütige Sulle gibt Ibbes Identität preis, um ihre Schwester Lisha zu retten. Kerima versucht, Selbstmord zu begehen, und wird in eine psychiatrische Klinik gebracht, wo sie ein Handy in die Hände bekommt und Ibbe warnt, dass seine Tarnung auffliegen könnte. Calle geht zur Schule, um Ibbe in Gewahrsam zu nehmen, aber Ibbe entkommt. Kerima trifft sich mit Ibbe und beschließt, an einem neuen Anschlag auf ein Mädchenkonzert teilzunehmen. Kerima soll eine verschlossene Sprengstoffweste tragen, damit sie sie nicht mehr ausziehen kann, wenn sie sie einmal angezogen hat. Ibbe überzeugt Kerima, dass er und Sulle ebenfalls Teil des Anschlags sind und ähnliche Sprengstoffwesten tragen werden. Nachdem Kerima beim Konzert die Sprengstoffweste angelegt hat, schickt sie Sulle eine SMS. Sie erfährt jedoch, dass Ibbe gelogen hat und Sulle überhaupt nicht an dem Plan beteiligt ist. In den Toiletten des Konzertgebäudes versucht Kerima kurz, die Weste abzulegen, scheitert jedoch.
Stattdessen warnt sie einige der Besucher dort, die fliehen, und wartet auf die Explosion der Bombe, während sie am Telefon ein letztes Gespräch mit einer weinenden Sulle führt. Ibbe zündet die Bombe.

## Rezeption
Christian Röther schrieb in einem Radiobeitrag für Deutschlandfunk Kultur: „Die Handlung von „Kalifat“ ist fiktiv, aber sie verdichtet vieles, was die Wissenschaft inzwischen über den Islamischen Staat und seine Methoden weiß. Die Serie arbeitet auch das Grauen auf. Und sie ist außerdem spannend, packend und tragisch. Ihre Stärke liegt aber vor allem darin, dass sie ein brisantes Thema einem breiten Publikum zugänglich macht, und das außergewöhnlich differenziert.“ Der Islamwissenschaftler Hazim Fouad fand, „dass die Frauennetzwerke ganz gut dargestellt waren. Vor allem auch, wie Mädchen oder junge Frauen manipuliert und hinters Licht geführt wurden. Und dann die Kontrastierung dessen, was ihnen versprochen wurde mit der Realität vor Ort: dass es eben alles andere als ein Paradies ist.“
Im Standard urteilte Muzayen Al-Youssef: „Die sensible und differenzierte Auseinandersetzung mit den Beweggründen der IS-Frauen ist die große Stärke von Kalifat. Manko ist die Darstellung mancher der männlichen Kämpfer, deren Motivation kaum thematisiert wird. Kalifat erforscht vor allem die Hintergründe jener Frauen, die ein freies Leben in Europa kennen – und dennoch ein System begrüßen, das diese Errungenschaften ausradiert und durch ein archaisches Frauenbild ersetzt.“